# Schönebeck’sche Bibliothek
Die Schönebeck’sche Bibliothek ist eine historische, private Bibliothek bzw. Büchersammlung der Schönebeck’schen Stiftung und befindet sich heute in der Stendaler Marienkirche.

## Geschichte
→ Hauptartikel: Schönebeck'sche Stiftung

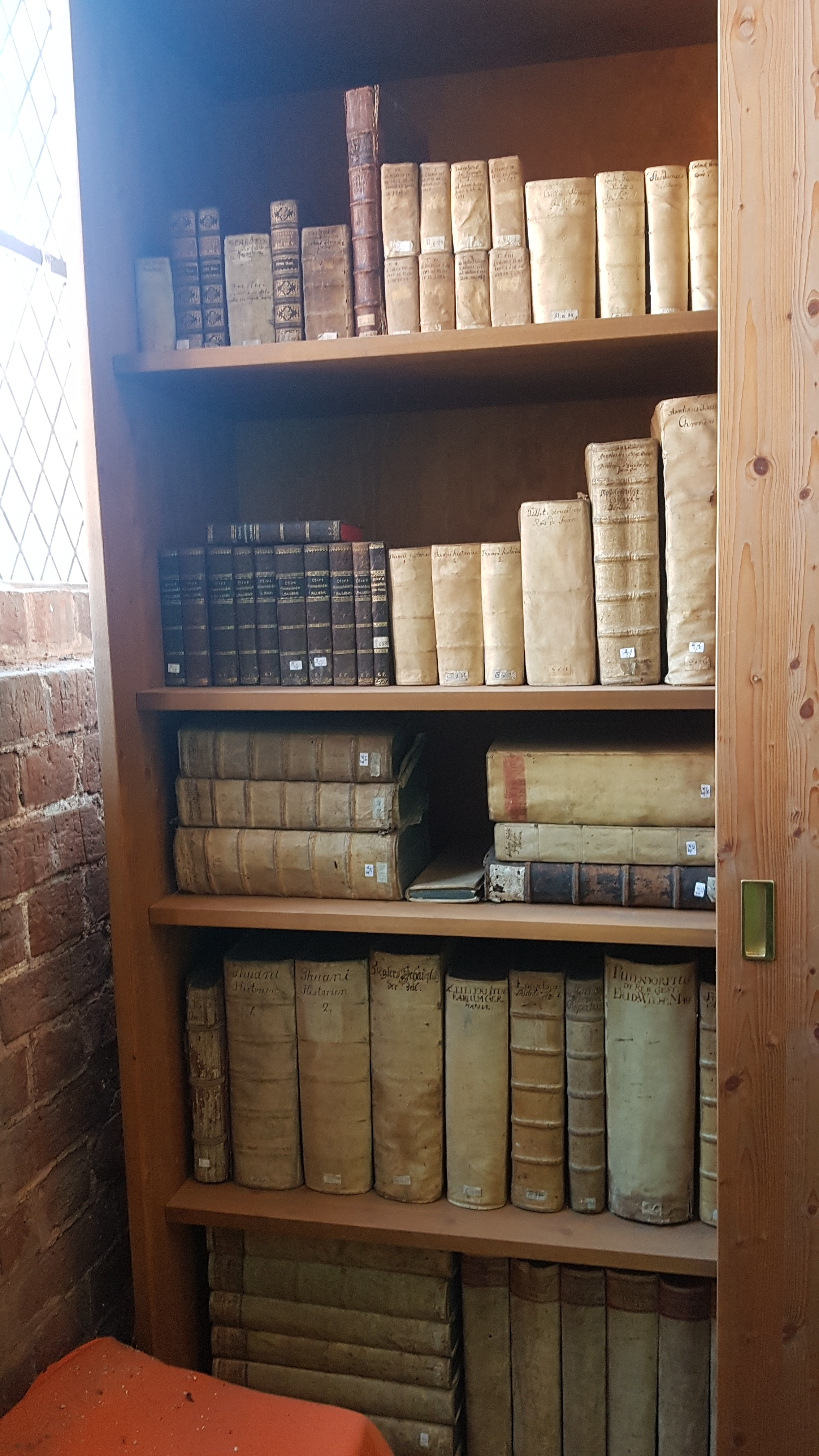
Schrank mit historischen Büchern der Schönebeck’schen Bibliothek

Den Grundstock der Bibliothek bildet die private Büchersammlung von Christoph Schönebeck (auch Schönbeck; 1601–1662), der in Berlin als Jurist, kurfürstlich-brandenburgischer Rat und Archivar tätig war. Christoph gründete testamentarisch mit seinen Büchern und 700 Talern Kapital, die „zur Erkauffung dergleichen guten und raren Büechern“ dienen sollten, die Schönebeck’sche Bibliothek. Eine originale Ausfertigung des Testaments Christophs, die auf jeder Seite eigenhändig unterschrieben und am Ende gesiegelt ist, befindet sich im Stadtarchiv Stendal.
Christoph Schönebeck brachte seine umfangreiche Bibliothek und die seines Vaters Bartholomäus Schönebeck (1546–1605), welcher Kaufmann, Ratsherr und Bürgermeister in Stendal war, in die Stiftung ein. Sein Bruder Benedikt Schönebeck (1597–1665), welcher Verwaltungsjurist, Ratsherr, Kämmerer und Bürgermeister in Stendal war, erweiterte sie durch die Bücher seiner Sammlung. 
Die Schönebeck'sche Stiftung wurde 1607 von Bartholomäus Schönebeck mit einem Kapital von 5000 Reichstalern gegründet und ist eine der ältesten noch bestehenden Stiftungen des bürgerlichen Rechts in Deutschland. Der Zweck der Stiftung war und ist es, Studienstipendien an vorrangig Nachkommen der Stifter zu gewähren. Benedikt vermachte außerdem Äcker und Wiesen der Stiftung, die ihr heute immer noch gehören.
Die eingebrachte Bibliothek ist nach dem Stiftungszweck zu erweitern, zu erhalten und der Öffentlichkeit zugänglich zu machen. Tatsächlich ist die Bibliothek für Touristen aber nicht öffentlich zugänglich und wird nur selten für Wissenschaftler oder Nachfahren der Familie geöffnet.
Eine geschickte Vermögensverwaltung ermöglichte Christoph Schönebeck, trotz der Schäden des Dreißigjährigen Krieges die von seinen Eltern gegründete Schönebeck’sche Stiftung zu erweitern. Er hatte keine Nachkommen und vermachte daher am 26. September 1662, drei Tage vor seinem Tod, den größten Teil seines Vermögens der Stiftung.
Die Bibliothek war von ihrem Stifter als kommunale Einrichtung für seine Heimatstadt gedacht.
Sie wurde bis in das 20. Jahrhundert hinein durch Ankäufe ergänzt und erweitert und umfasst heute mehr als 2000 Bände. Die Akten der Stiftung sind für die Genealogie der Familie sowie für die Wirtschafts- und Sozialgeschichte der Altmark von hohem Wert.
Durch Inflation und Währungsreform wurde das Vermögen der Stiftung (mit Ausnahme der Bibliothek) erheblich verringert. Dennoch reichen die derzeitigen Erträge aus, um entsprechend dem Stiftungszweck Studienstipendien an Nachkommen der Stifter zu gewähren, die den Nachweis durch Geburtsnachweise geführt haben.
Vom Stifter wurde ursprünglich vorgeschlagen, die Bibliothek im Stendaler Rathaus unterzubringen. In seinem Testament heißt es „Der bequemeste Ohrt dazu würde woll müßen auff dem Rathhause gesuchet, und Herr Johann Hermes zuerst zum Bibliothecario (...)“. Der im Testament erwähnte Johann Hermes hat tatsächlich das Amt eines Bibliothekars bekleidet. Wahrscheinlich haben aber die Bücher nie im Rathaus gestanden. Aus einem eigens für sie errichteten, später wohl baufälligen „massiven Gebäude zwischen der Marien Kirche und dem Raths-Keller sehr wohl placiret gewesen“, wurde die Bibliothek um 1725 an ihren heutigen Standort in das Gewölbe, über der Sakristei, im Westwerk der Marienkirche überführt. Vermutlich bei dieser Gelegenheit sind auch die Reste der Kirchenbibliothek dieser Gemeinde, darunter 4 Inkunabeln und knapp 20 Titel des 16. und 17. Jahrhunderts zur Musikliteratur, in den Bestand aufgenommen worden.

Der Vorsitzende der Stiftung und somit auch der Bibliothek ist Friedrich Christoph Ilgner, Pfarrer in Dresden.

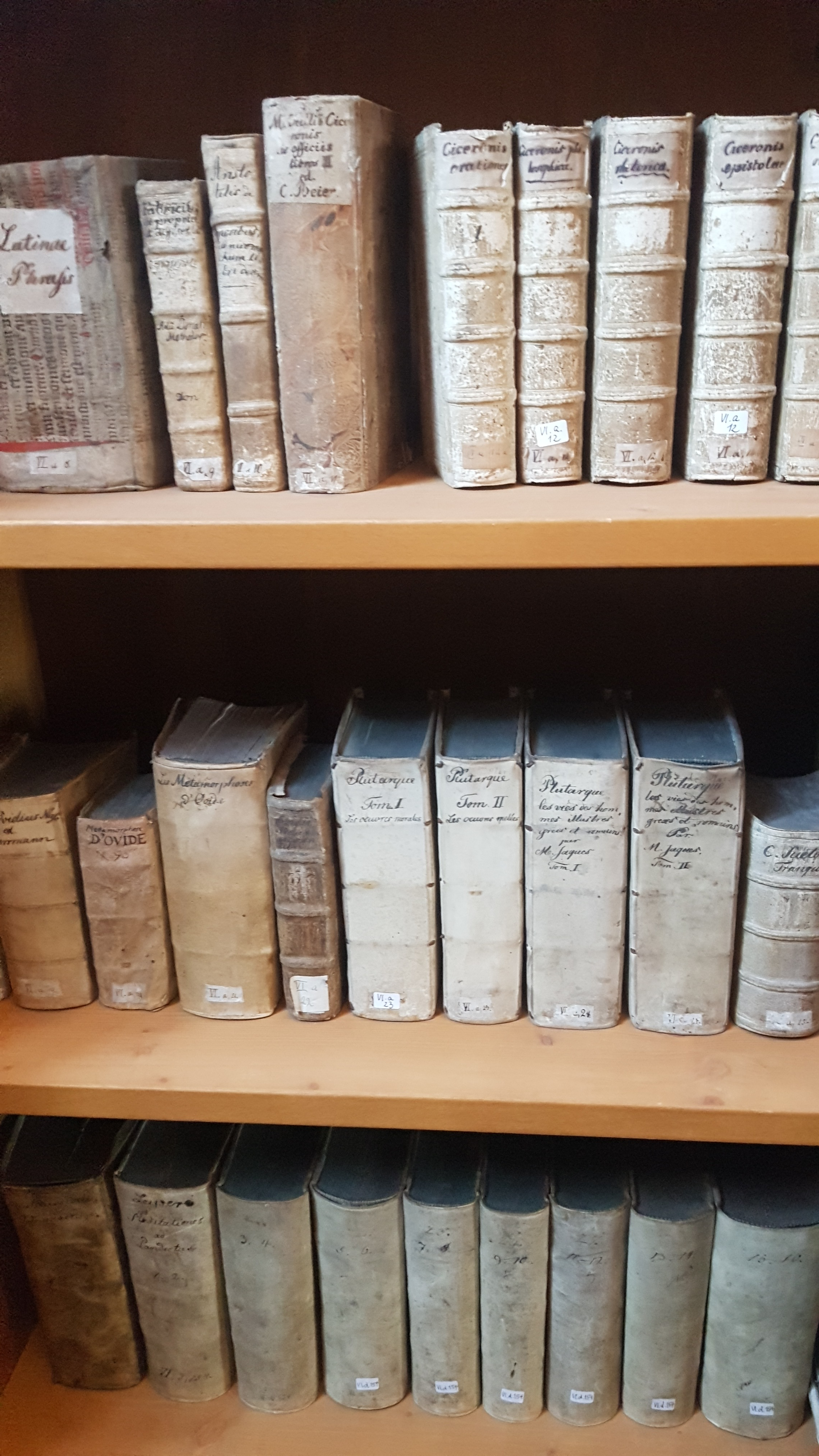

## Bestand

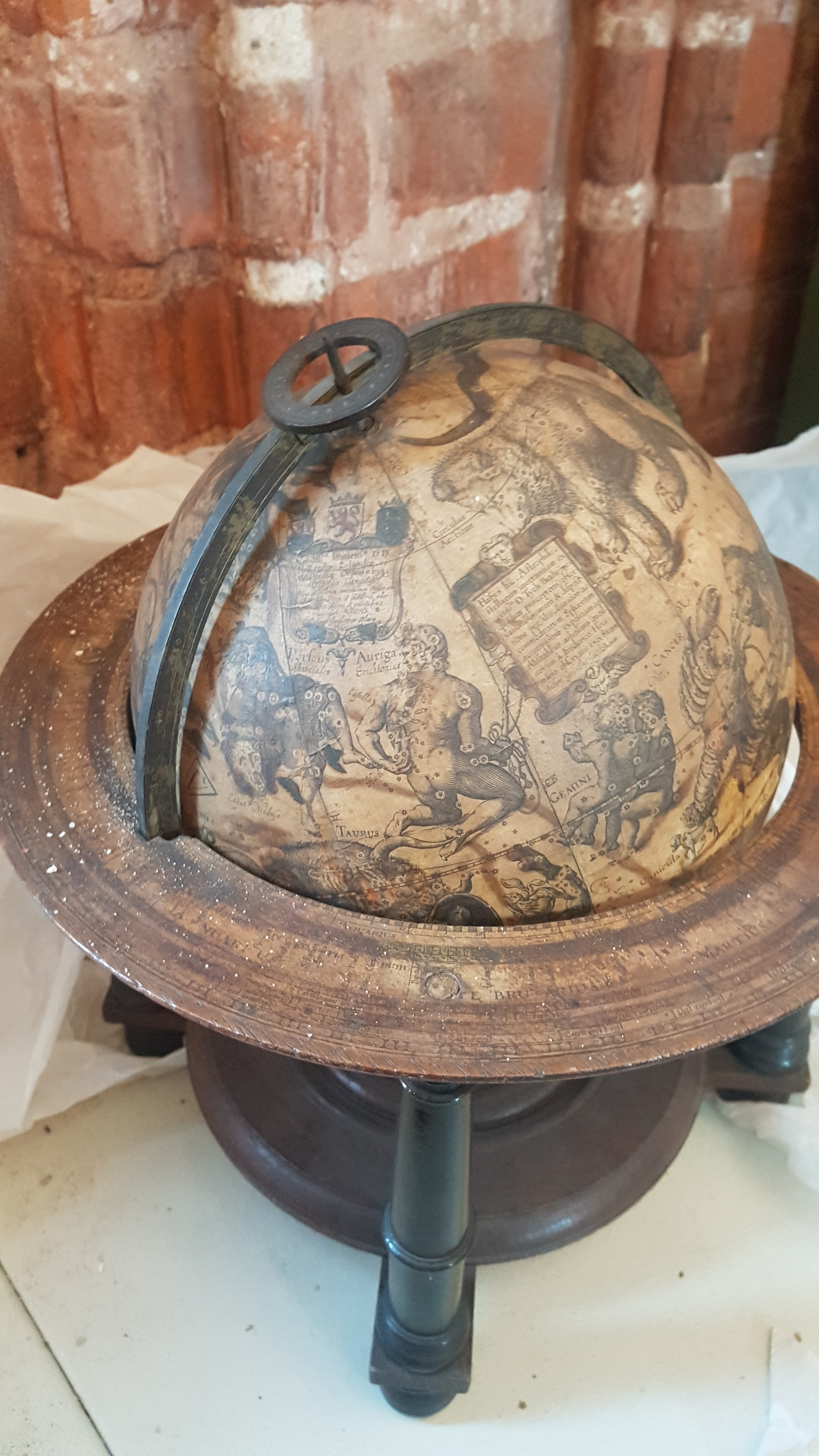
Historischer, sogenannter Himmelsglobus, als Teil der Schönebeck’schen Bibliothek

Die Bibliothek umfasst einen gezählten Gesamtbestand von 1663 Titeln, davon 4 Inkunabeln, 342 Titel des 16. Jhds. (20,6 %), 920 des 17. Jhds. (55,3 %), 47 

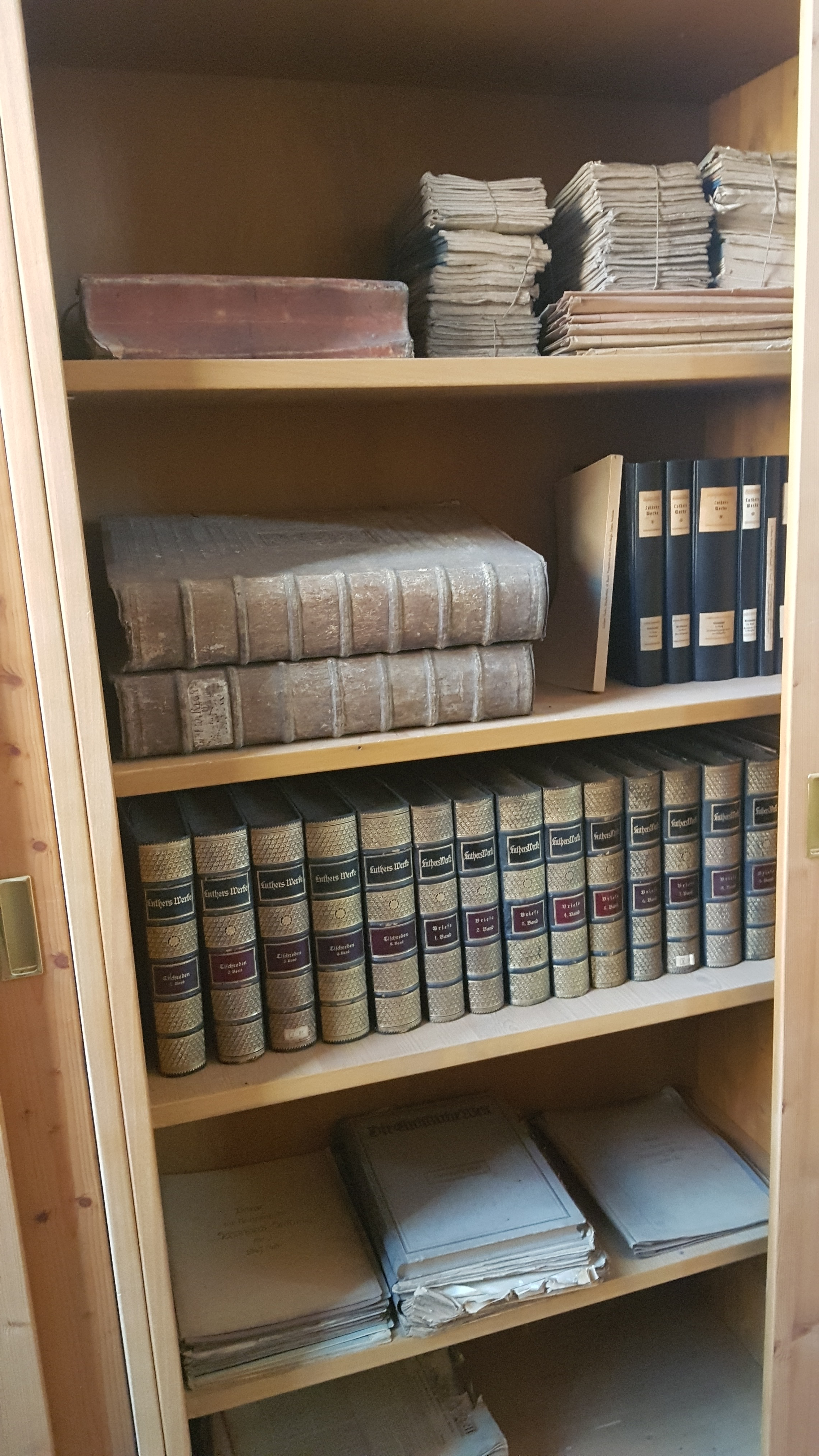

des 18. Jhds. (2,8 %), 211 des 19. Jhds. (12 %) und 90 Titel des 20. Jhds. (5,4 %). 49 Titel (2,9 %) enthalten keine Jahresangabe. Hinzu kommen ca. 16 lfd. Meter (ca. 600 Bände), die in nachträglich aufgefundenen Schränken mit Büchern und Akten in einem Turmaufgang lagern. Die vorrangig aus dem 19. Jhd. stammenden Titel sind nicht differenziert ausgezählt worden, doch konnten einige bisher als vermisst geltende alte Drucke aus den Bereichen Theologie, Geschichte sowie Musikalien festgestellt werden.
Den Hauptanteil bilden Werke in Latein (712 Titel, 42,8 %) und in Deutsch (667 Titel, 40,1 %). 247 Titel (14,8 %) sind in Französisch, 34 (2 %) in Italienisch. Englische und griechische Titel (in 3 polyglotten Werken) machen nur einen geringen Prozentsatz aus.
Die Bibliothek ist, obwohl sie heute in der Kirche steht, keine typische Kirchenbibliothek. Der Stifter hatte im Testament nicht nur theologische, sondern auch juristische und „politische“ Bücher zur Anschaffung empfohlen. Zu einem Schwerpunkt entwickelten sich gerade im 19. Jahrhundert die historischen Werke.
Der Forderung des Stifters in seinem Testament, einen Katalog anzulegen, ist man auch nachgekommen. Der erste Katalog von 1669, in grünes Pergament gebunden, verzeichnet vermutlich den Bestand der ursprünglichen Stiftung, wozu auch eine Reihe von Bänden aus dem Besitz des Benedikt Schönebeck gezählt werden müssen. Wie zu dieser Zeit überwiegend üblich, ordnet er die Bücher nach den Fakultäten (libri theologici – libri juridici – libri philosophici, historici et alii communes). Innerhalb dieser drei Gruppen sind die Bücher, wohl entsprechend ihrer Aufstellung in den Regalen, nach Formaten getrennt. 
Der zweite Katalog, von dem zwei Exemplare vorhanden sind, ist 1712 entstanden. Er behält die Gliederung seines Vorgängers bei, fügt aber noch die Gruppe „libri gallicae et italicae linguae“ hinzu. Aus bibliothekarischer Sicht war er vor allem deshalb ein Fortschritt, weil zu allen Büchern auch Erscheinungsort und -jahr genannt sind, die im ältesten Katalog fehlen. 
Wiederum neu katalogisiert wurde der Bestand zwischen 1837 und 1848. Angelegt wurden ein alphabetischer „Haupt-Katalog“ und ein Realkatalog in vier Bänden, nämlich Theologie, Rechtswissenschaft, Erdbeschreibung, Geschichte, Naturgeschichte und Miscellanea (Vermischtes). Aus den Akten des Stadtarchivs ist ersichtlich, dass diese Arbeit von dem Prediger Ernst Weihe in Staffelde unter Mithilfe des Stadtsekretärs Pfannschmidt geleistet worden ist.
Nimmt man an, dass die im Testament ausgesetzten 300 Thaler in bar für Buchkäufe ausgegeben wurden, so verfügte die Bibliothek auf Dauer über 400 Taler Kapital, ebenso viel wie auch die Bibliothek vom Dom St. Nikolai in Stendal. Im Laufe des 19. Jahrhunderts scheint sich die Finanzlage noch einmal gebessert zu haben: Während 1817 jährlich nur 4 Thaler (später 12 Reichsmark entsprechend) für Anschaffungen zur Verfügung standen, waren es 1897 jährlich 72 Mark. Sie hatte damit die Dombibliothek überflügelt, für die zur selben Zeit nur 45 Mark ausgesetzt waren. Überdies stand in Stendal von 1610 bis 1709 
mit der Alvensleben’schen Bibliothek noch eine dritte wissenschaftliche Bibliothek. Sie war durch die Familie von Alvensleben in Erxleben gegründet, 1709 aber von Stendal nach Hundisburg geschafft worden und steht heute zu großen Teilen in der Herzog August Bibliothek in Wolfenbüttel.
Obwohl für den kontinuierlichen Ausbau ein ausreichender Etat vorhanden war, ist die Bibliothek im 18. Jhd. nur geringfügig erweitert worden. Im 19. Jhd. wurden grundlegende Editionen wie die Weimarer Lutherausgabe und der von Adolph Friedrich Riedel herausgegebene Codex diplomaticus Brandenburgensis (Berlin 1838–1869) angeschafft.
Eine ausführliche Bestandsbeschreibung ist öffentlich erhältlich.